# ادار ابن اسماعيل (تارسلت)
ادار ابن إسماعيل هو دُوَّار يقع بجماعة سيدي عبد المومن، إقليم شيشاوة، جهة مراكش آسفي في المملكة المغربية. ينتمي الدوّار لمشيخة تارسلت التي تضم 23 دوار. يقدر عدد سكانه بـ 1032 نسمة حسب الإحصاء الرسمي للسكان والسكنى لسنة 2004.

## روابط خارجية
- البوابة الوطنية للجماعات الترابية
- المندوبية السامية للتخطيط